# Ursicin d'Illyrie
Pour les articles homonymes, voir Ursicin.
Saint Ursicin est un martyr chrétien du tout début du IVe siècle, en Illyrie (au bord de l'Adriatique. Son martyre nous est connu par le récit hagiographique rédigé plus d'un siècle après sa mort par Marcel de Constantinople.

## Biographie
Ursicin serait un soldat en Illyrie (la Croatie d'aujourd'hui), qui aurait été récompensé pour son courage et aurait ainsi obtenu le grade de tribun. Mais un autre soldat, Valens, aurait été jaloux de lui et l'aurait accusé devant un tribunal d'être chrétien. Aristide, alors préfet de l'empereur romain Maximien Hercule, qui aurait voulu être clément avec Ursicin fut obligé de sévir, après les accusations portées par Valens et par Olbianus, le gardien de la prison. Ursicin fut donc condamné : il fut battu, puis eu les mains brûlées, et enfin, il fut décapité. Ces événements se seraient passé au tout début du IVe siècle.
Vers 470, Marcel de Constantinople recueille une partie de ses reliques, et rédige sa Passion.
Inscrit au Martyrologe chrétien, sa mémoire est célébrée dans l'Église catholique le 14 août,. Dans l'Église orthodoxe, il est célébré le 13 décembre.